# Misrak Siltie
Misrak Siltie (littéralement « Est Silt'e ») est un woreda récent du centre-sud de l'Éthiopie situé dans la zone Silt'e.
Créé au début des années 2020, il occupe 114 km2 de superficie probablement détachés du woreda Silt'e au contact de la zone Est Gurage et de la région Oromia,[réf. à confirmer].
Comme toute la zone Silt'e, il passe de la région des nations, nationalités et peuples du Sud à la région Éthiopie du Centre en août 2023.